# Anssi Jaakkola
Anssi Jaakkola (* 13. březen 1987, Kemi, Finsko) je finský fotbalový brankář, který momentálně působí ve jihoafrickém klubu Ajax Cape Town.

## Klubová kariéra
Profesionální fotbalovou kariéru začal v roce 2004 ve finském klubu TP-47. Po třech sezonách si ho pak vyhlédla italská Siena, kde působil až do léta 2010, mezitím také půl roku hostoval v Colligianě. V létě 2010 přišel na testy do pražské Slavie, na kterých uspěl a podepsal dvouletou smlouvu s opcí. Ve Slavii však odchytal pouze dvě ligová utkání a po chybě v zápase Gambrinus ligy proti SK Sigma Olomouc na něj trenér Jarolím zanevřel. V zimním přestupovém období 2011 proto odešel do skotského Kilmarnock FC, který v té době trénoval jeho krajan a pozdější finský reprezentační trenér Mixu Paatelainen. 29. srpna 2013 odešel do jihoafrického klubu Ajax Cape Town.

## Reprezentační kariéra
Anssi byl členem finského národního týmu do 21 let, za kterou odchytal 11 utkání. V roce 2010 byl pozván k utkáním kvalifikace na mistrovství Evropy 2012 proti Nizozemsku a Moldavsku, nicméně v těchto zápasech nenastoupil. Byl tak až u vysoké prohry 0-5 v zápase kvalifikace se Švédskem v Malmö.